# Lista de vulcões de Madagáscar
Esta é uma lista de  vulcões ativos e extintos de Madagáscar.
| Nome                 | Elevação | Elevação | Localização          | Última erupção |
| Nome                 | metros   | pés      | Coordenadas          | Última erupção |
| Ambre-Bobaomby       | 1475     | 4839     | 12° 36′ S, 49° 09′ L | Holoceno       |
| Ankaizina            | 2878     | 9442     | 14° 18′ S, 48° 40′ L | Holoceno       |
| Ankaratra Field      | 2644     | 8674     | 19° 24′ S, 47° 12′ L | Holoceno       |
| Itasy Volcanic Field | 1800     | 5905     | 19° 00′ S, 46° 46′ L | 6050 BC        |
| Nosy-Be              | 214      | 702      | 13° 19′ S, 48° 29′ L | Holoceno       |